# Флаг муниципального округа Молжаниновский
Флаг муниципального округа Молжани́новский в Северном административном округе города Москвы Российской Федерации — опознавательно-правовой знак, служащий официальным символом муниципального образования.
Первоначально данный флаг был утверждён 17 февраля 2004 года как флаг муниципального образования Молжаниновское.
Законом города Москвы от 11 апреля 2012 года № 11, муниципальное образование Молжаниновское было преобразовано в муниципальный округ Молжаниновский.
Решением Совета депутатов муниципального округа Молжаниновский от 12 февраля 2019 года флаг муниципального образования Молжаниновское был утверждён флагом муниципального округа Молжаниновский.
Флаг внесён в Государственный геральдический регистр Российской Федерации с присвоением регистрационного номера 12206.
Как официальный символ муниципального округа Молжаниновский флаг призван самоидентифицировать муниципальное образование среди внутригородских муниципальных образований в городе Москве и иных муниципальных образований Российской Федерации.

## Описание
Описание флага, утверждённое 17 февраля 2004 года:

Флаг муниципального образования Молжаниновское представляет собой двустороннее, прямоугольное полотнище с соотношением сторон 2:3.
Полотнище флага состоит из пяти вертикальных полос: красной, белой, зелёной, белой и красной. Ширина средней зелёной полосы составляет 2/5 длины полотнища, остальные полосы равновелики.

В центре зелёной полосы помещено изображение белой кувшинки с девятью лепестками, под которой жёлтая подкова, шипами вниз. Габаритные размеры изображения составляют 5/24 длины и 3/5 ширины полотнища.
Описание флага, утверждённое 12 февраля 2019 года:

Прямоугольное двухстороннее полотнище с отношением ширины к длине 2:3, воспроизводящее фигуры из герба муниципального округа Молжаниновский, выполненные красным, зелёным, белым и жёлтым цветом.
Описание герба гласит: «В зелёном поле между широких рассечённых краёв, червлёных снаружи и серебряных внутри — серебряный цветок кувшинки о девяти видимых лепестках (видимый сбоку, без стебля) над золотой подковой двумя шипами вниз».

## Обоснование символики
Белая кувшинка с девятью лепестками символизирует муниципальные образования, в результате объединения которых был создан муниципальный округ Молжаниновский: посёлок Новоподрезково, деревни Бурцево, Верескино, Филино, Новодмитровка, Новоселки, Молжаниновка, Мелькисарово и Черкизово. История некоторых деревень насчитывает не одно столетие.
Белые полосы, по краям зелёного поля, символизирует две реки, Сходню и Клязьму, протекающие по территории муниципального округа.
Жёлтая подкова символизирует не только старинный тракт Москва—Санкт-Петербург (ныне Ленинградское шоссе), проходящий по территории муниципального округа, но и то, что здесь, вплоть до 1979 года, когда состоялась VII летняя Спартакиада народов СССР, вдоль реки Клязьмы, по пересечённой местности с неразрушаемыми (мёртвыми) барьерами, проводились всесоюзные конные кроссы (кросс — это основное испытание, в ходе которого выявляют насколько тренирована, резва и вынослива лошадь, а также её способность к прыжкам). Подготовка к этим соревнованиям начиналась в конноспортивном комплексе «Спартак» (в прошлом — конюшенные дворы), расположенном на границе современного муниципального округа Молжаниновский.
Примененные во флаге цвета символизируют:
зелёный цвет — символ жизни, молодости, природы, роста, здоровья;
красный цвет — символ труда, мужества, жизнеутверждающей силы, красоты и праздника, а также символ военного прошлого муниципального округа Молжаниновский;
белый цвет (серебро) — символ чистоты, невинности, верности, надёжности и доброты;
жёлтый цвет (золото) — символ высшей ценности, солнечной энергии, богатства, силы, устойчивости и процветания.